# Arri Alexa

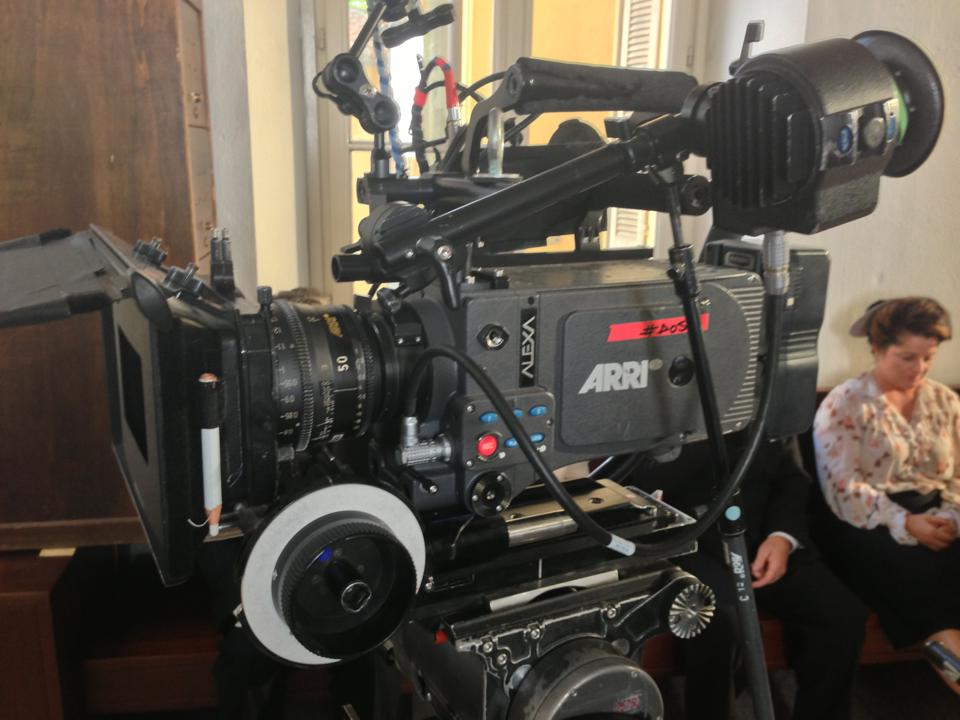
Macchina da presa Arri Alexa Plus (2013).

La Arri Alexa è una macchina da presa digitale per il cinema, introdotta per la prima volta nell'aprile 2010. La Alexa rappresenta il primo importante passo della Arri nella cinematografia digitale, oltre che quello del cinema in generale, che viene dopo i primi approcci compiuti con le Arriflex D-20 e D-21. È una macchina modulare che monta ottiche PL ed è dotata di un sensore CMOS di formato Super 35 in grado di acquisire 2880 x 2160 pixel.

## Panoramica
La acquisizione dei dati in ripresa avviene in un formato di tipo raw denominato Arriraw con una copertura di 2880 x 1620 pixel. La macchina registra sulla scheda interna di memoria SxS Pro documenti (file) Apple ProRes QuickTime utilizzando la gamma completa di codec da ProRes 422 (Proxy) a ProRes 444; inoltre può registrare dati nel formato Avid DNxHD.
Dall'introduzione del modulo XR nel 2013, Alexa è in grado di registrare nel formato proprietario ArriRAW direttamente su schede interne.
La Alexa è generalmente vista come la risposta Arri alla crescente diffusione nel cinema della Red One, insieme con cineprese a risoluzione inferiore come la Panavision Genesis (35 mm, 1080p), la Thomson Viper (2/3", 1080p).

## Modelli

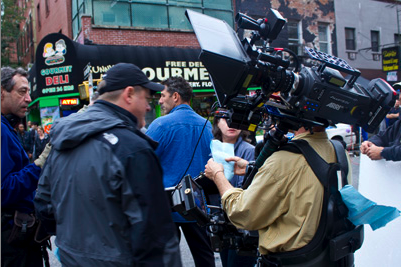
Una machina Arri Alexa in uso sul set di Law & Order

La Alexa è disponibile in molteplici allestimenti:

### Alexa
Il modello base della famiglia Alexa, introdotto nell'aprile 2010

### Alexa Plus
La Alexa Plus, disponibile dall'inizio del 2011, integra un controllo remoto (wireless), l'"ARRI Lens Data System" (LDS), uscite addizionali, sincronizzazione per riprese in 3D e sensori integrati di posizione e movimento.
Inoltre viene reso disponibile come accessorio il "Wireless Network Adapter WNA-1" che consente di comunicare con la Alexa da un qualsiasi dispositivo dotato di connessione WIFI, tramite il protocollo Bonjour: per esempio da un tablet iPad.

### Alexa Plus 4:3
Alle caratteristiche del modello Alexa Plus aggiunge un sensore 4:3 per 2880 x 2160 pixel che la rende utilizzabile per il cinema anamorfico tramite ottiche dedicate.

### Alexa M
Modello in cui unità di ripresa e di elaborazione sono separate in 2 parti in modo da rendere la macchina da presa leggera e compatta, utilizzabile per riprese in 3D e in ogni altra occasione in cui le eccessive dimensioni rappresentino un ostacolo, come per esempio nelle riprese a mano libera.

### Alexa Studio
Modello predisposto per la cinematografia anamorfica che dispone di un mirino ottico, un otturatore meccanico ed un sensore 4:3.

### Alexa XT
Nel febbraio 2013, l'intera gamma Alexa è stata rinnovata col nome Alexa XT (eXtended Technology, tecnologia estesa). La gamma è un aggiornamento dei precedenti modelli Alexa con la sostituzione del modulo SxS con il nuovo modulo XR, capace di registrare in formato RAW direttamente su scheda SSD. Inoltre il sensore è stato aggiornato con un nuovo sensore 4:3 su tutte le macchine, consentendo di girare in anamorfico. È stata aggiunta una torretta per l'alloggiamento di filtri ND interni, ed una ventola di raffreddamento migliorata. Tutte le macchine precedenti possono essere aggiornate.

### Alexa 65
Nel 2014 viene annunciata una nuova Alexa con un sensore 65mm con rapporto di aspetto 2:1 e una risoluzione di 6k (6560x3100). È resa disponibile solo a noleggio attraverso ARRI rental group.

### Alexa Mini
Nel 2015 viene rilasciata sul mercato Alexa Mini. Ha lo stesso sensore di Alexa XT e consente di girare su schede CFast 2.0 in formato RAW, ma ha un corpo in fibra di carbonio e dimensioni ridotte. È pensata per essere usata in particolar modo su droni e gimbal systems.

### Alexa SXT
Il 18 marzo 2015 viene la nuova gamma Alexa SXT, un ulteriore aggiornamento della gamma Alexa che prevede la possibilità di girare in Open Gate, di avere un up-scaling in 4kUHD e di poter gestire lo spazio colore Rec. 2020.

### Alexa 65 IMAX
Nel 2016 viene prodotta un'evoluzione dell'Alexa 65. 
Questa cinepresa sviluppata da IMAX in collaborazione con Arri, permette di catturare immagini anch'essa con un sensore 65mm, proiettabili con rapporto di aspetto fino a 1.90:1 nelle sale cinematografiche attrezzate. La macchina è stata utilizzata per la prima volta in una sequenza del film Captain America Civil War ed è stata usata interamente per girare Avengers Infinity War ed Endgame

## Macchine da presa equivalenti
- Red Epic, Red One e Red Scarlet-X - Red Gemini - Red Monstro
- Arriflex D-20 e D-21
- Panavision Genesis
- Thomson Viper